# Memorial de 32
El Memorial de 32 - Centro de Estudios José Celestino Bourroul es un museo memorial ubicado en la ciudad de São Paulo, Brasil. Fue inaugurado el 9 de julio de 2005 y se encuentra en el edificio del Instituto Histórico y Geográfico de São Paulo. El sitio cuenta con diversos recuerdos, documentos, investigaciones históricas y varios objetos y artefactos de guerra relacionados con la Revolución Constitucionalista de 1932.
El centro contiene un total de 256 piezas, entre fusiles, pistolas, nunchakus, bombas aéreas y 4.800 documentos históricos. La colección fue donada por la familia de José Celestino Bourroul, miembro del Instituto Histórico y Geográfico de São Paulo y coleccionista de objetos relacionados con el movimiento.